# George Prévost
 Sir George Prévost, född den 19 maj 1767 i Hackensack, New Jersey, död den 5 januari 1816 i London, var en brittisk arméofficer och kolonialadministratör av schweizisk börd. Han var generalguvernör och överbefälhavare i Brittiska Nordamerika under 1812 års krig.
Prévost blev fänrik 1779, löjtnant 1782, kapten 1784, major 1790, överstelöjtnant 1794, överste 1798, konstituerad brigadgeneral 1798, generalmajor 1805, konstituerad generallöjtnant 1808 och slutligen generallöjtnant 1811. Han upphöjdes till baronet 1805.

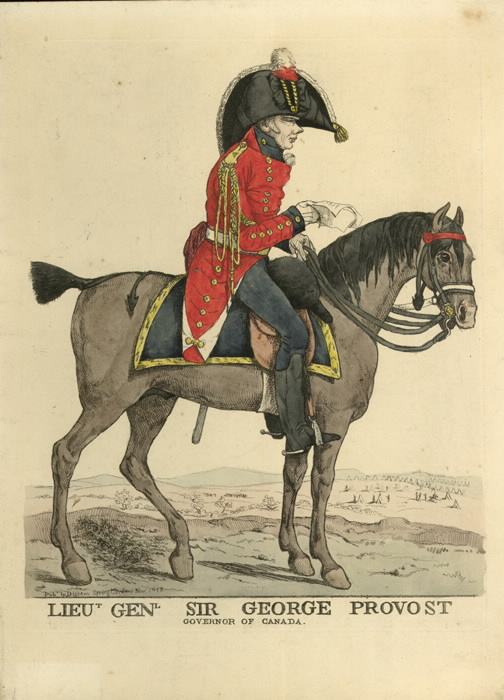
Prevost 1812